# Cal Strong
F. Calvert Strong, detto Cal (Jacksonville, 12 agosto 1907 – Carmichael, 27 gennaio 2001), è stato un pallanuotista statunitense, vincitore di una medaglia di bronzo all'olimpiade di Los Angeles 1932.